# Exhyalanthrax beneficus
Exhyalanthrax beneficus är en tvåvingeart som först beskrevs av Austen 1929.  Exhyalanthrax beneficus ingår i släktet Exhyalanthrax och familjen svävflugor. Inga underarter finns listade i Catalogue of Life.